# Gary Stal
Gary Stal (Lyon, 9 februari 1992) is een Frans golfprofessional. Hij debuteerde in 2013 op de Europese PGA Tour. 

## Amateur
In 2010 werd hij 3de bij de Coupe Murat, die hij in 2011 won, en 3de bij het Nationaal Jeugdkampioenschap.
 
In 2011 werd hij 5de bij de Biarritz Cup, het Europees Amateur Kampioenschap en het Zwitsers amateurkampioenschap en 4de bij het Spaans Amateur Kampioenschap. Verder eindigde hij als beste amateur op de 3de plaats van Stage 1 van de Tourschool op Bogogno. Een week later stond hij na twee rondes op de 2de plaats bij het Open de Lyon.
Hij stond in oktober 2011 op nummer 26 van de World Amateur Golf Ranking.

### Gewonnen
- 2011: Coupe Frayssineau-Mouchy op Fontainebleau, de Coupe Murat op Chantilly, French Amateur (strokeplay)

## Professional
Gary Stal sloot zijn amateurcarrière met handicap +4 af werd in 2012 professional. Hij won in zijn rookieseizoen al twee toernooien, waarvoor hij door de sponsor was uitgenodigd. Op de Order of Merit van de Challenge Tour eindigde hij in 2012 op de 17de plaats, waardoor hij naar de Europese Tour van 2013 promoveerde. Zijn eerste toernooi was het eerste Tshwane Open waar hij op de 41ste plaats eindigde.
Op 18 januari 2015 behaalde Stal zijn eerste zege op de Europese PGA Tour door het Abu Dhabi Golf Championship te winnen. Hij won het toernooi met een score van -19 waarmee hij liet Rory McIlroy (-18) achter zich liet. De leider van ronde 3, Martin Kaymer, scoorde 75 in de laatste ronde en werd derde.

### Gewonnen
Europese PGA Tour
| Nr. | Datum           | Toernooi                    | Score           | Score | Info    |
| --- | --------------- | --------------------------- | --------------- | ----- | ------- |
| 1   | 18 januari 2015 | Abu Dhabi Golf Championship | 68-69-67-65=269 | –19   | Uitslag |

Challenge Tour
- 2012: Kärnten Golf Open (-20), Credit Suisse Challenge po (-11)

## Play-off
- po In 2011 won Stal de play-off van Alexandre Kaleka met een birdie op de eerste hole.